# Planispirillinidae
Planispirillinidae es una familia de foraminíferos bentónicos del suborden Involutinina y del orden Involutinida. Su rango cronoestratigráfico abarca el Holoceno.

## Clasificación
Planispirillinidae incluye a los siguientes géneros:
- Alanwoodia †
- Conicospirillinoides †
- Planispirillina †
- Trocholinopsis †

Otro género considerado en Planispirillinidae es:
- Foliotortus †, de posición taxonómica incierta